# 戴恩·格洛弗
迈凯亚·迪恩戴·格洛弗（英語：Micaiah Diondae Glover，1978年10月22日—），美国NBA联盟前职业篮球运动员。他在1999年的NBA选秀中第1轮第20顺位被亚特兰大鹰选中。